# Bryan Bronson
Bryan Bronson (* 9. September 1972 in Jasper, Texas) ist ein US-amerikanischer Leichtathlet. Er prägte vor allem den 400-Meter-Hürdenlauf.

## Leben
Bryan Bronson wurde am 9. September 1972 in Jasper in Texas geboren.

## Auszeichnungen und Erfolge
1997 gewann er die Bronzemedaille bei den Leichtathletik-Weltmeisterschaften in Athen, in einer Zeit von 47,88 s.
1998 schloss er auf Platz 1 der Weltjahresbestenliste mit 47,03 s ab. Diese Zeit bestand bis zum Ende seiner Karriere als seine persönliche Bestzeit.

## Doping
1999 wurde Bronson wegen einer zu hohen Steroidkonzentration von der IAAF gesperrt.
| Personendaten    | Personendaten                  |
| ---------------- | ------------------------------ |
| NAME             | Bronson, Bryan                 |
| KURZBESCHREIBUNG | US-amerikanischer Leichtathlet |
| GEBURTSDATUM     | 9. September 1972              |
| GEBURTSORT       | Jasper, Texas, USA             |